# Jenna Strauch

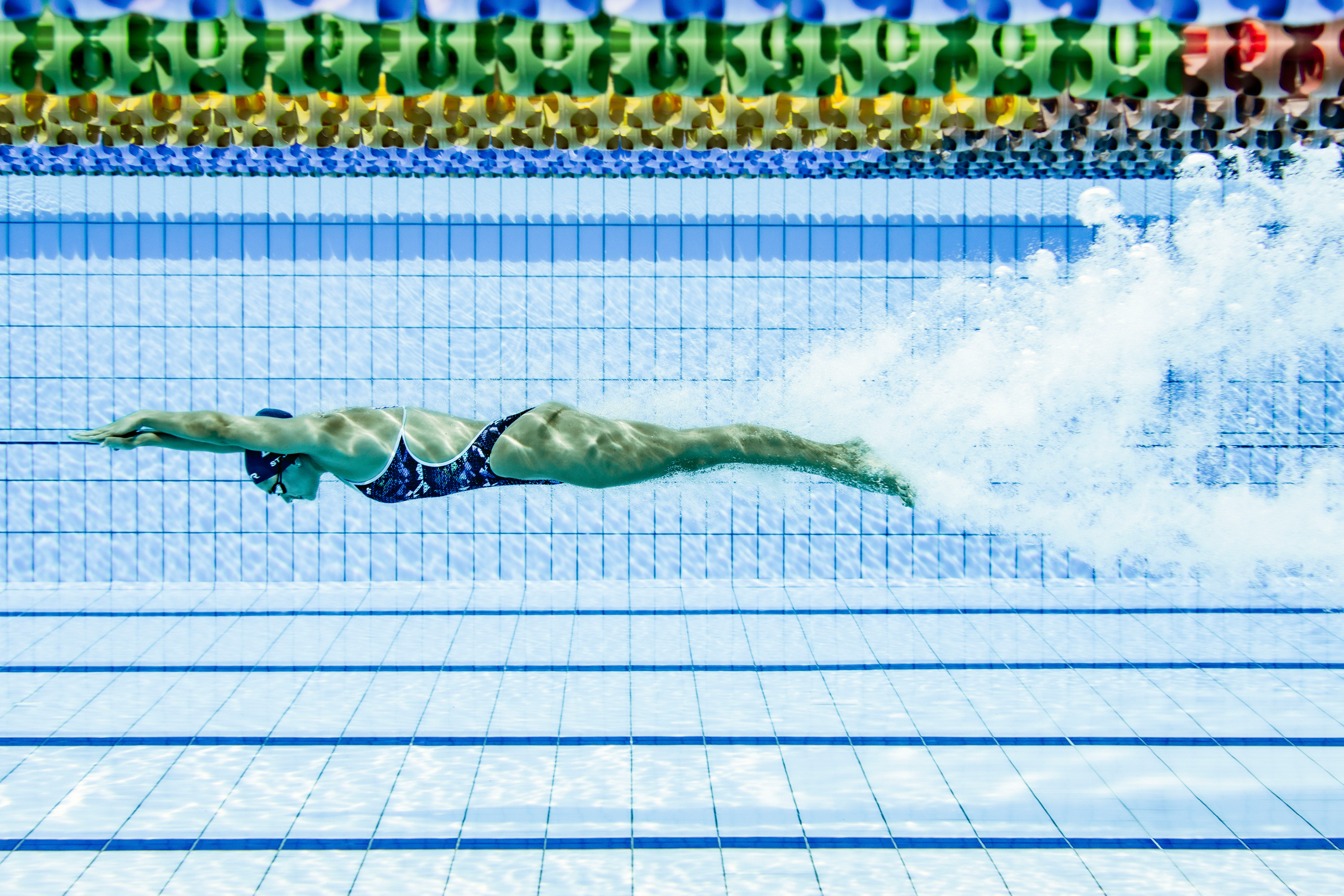
Jenna Strauch (2021)

Jenna Strauch (* 24. März 1997 in Bendigo, Victoria) ist eine australische Schwimmerin. Bei Olympischen Spielen gewann sie eine Silbermedaille. Sie erschwamm bis 2024 bei Weltmeisterschaften zwei Silbermedaillen auf der 50-Meter-Bahn und je einmal Gold und Silber auf der 25-Meter-Bahn. Bei Commonwealth Games gewann sie eine Silbermedaille.

## Sportliche Karriere
Jenna Strauch studierte bis 2019 an der Bond University und machte 2023 ihren Master an der University of Sydney. Sie schwimmt für den Miami Swimming Club in Gold Coast, Queensland. Bei den Juniorenweltmeisterschaften 2013 wurde sie Fünfte über 50 Meter Brust und Sechste über 200 Meter Brust. Mit der 4-mal-100-Meter-Lagenstaffel belegte sie den vierten Platz.
Fünf Jahre später schied sie bei den Kurzbahnweltmeisterschaften 2018 in Hangzhou sowohl über 100 Meter Brust als auch über 200 Meter Brust im Vorlauf aus. 2019 bei den Weltmeisterschaften in Gwangju fehlten ihr als 14. im Halbfinale über 200 Meter Brust zweieinhalb Sekunden zum Finaleinzug. Bei den wegen der COVID-19-Pandemie erst 2021 ausgetragenen Olympischen Spielen in Tokio erreichte sie als einzige Australierin das Halbfinale über 200 Meter Brust. Mit der neuntbesten Zeit im Halbfinale lag sie eine halbe Sekunde über der Zeit, die für die Teilnahme am Endlauf gereicht hätte.
Bei den Weltmeisterschaften 2022 in Budapest schied Strauch über 50 Meter Brust und über 100 Meter Brust im Halbfinale aus. Über 200 Meter Brust schwamm sie die sechstbeste Zeit im Vorlauf und war die Schnellste im Halbfinale. Im Endlauf siegte Lilly King aus den Vereinigten Staaten mit sechs Zehntelsekunden vor Strauch, die ihrerseits 0,16 Sekunden vor Kate Douglass, der zweiten US-Schwimmerin, anschlug. Hinter dem Quartett aus den Vereinigten Staaten gewann die 4-mal-100-Meter-Lagenstaffel mit Kaylee McKeown, Jenna Strauch, Brianna Throssell und Mollie O’Callaghan ebenfalls Silber, wobei auch die nur im Vorlauf eingesetzte Madison Wilson eine Medaille erhielt. Einen Monat später bei den Commonwealth Games in Birmingham wurde Strauch Fünfte über 50 Meter Brust und Sechste über 100 Meter Brust. Über 200 Meter Brust gewann die Südafrikanerin Tatjana Schoenmaker mit über einer Sekunde Vorsprung vor Jenna Strauch, die zwei Hundertstelsekunden vor der zweiten Südafrikanerin Kaylene Corbett anschlug.
Im Dezember fanden in Melbourne die Kurzbahnweltmeisterschaften 2022 statt. Über 100 Meter Brust fehlten Strauch im Vorlauf drei Hundertstelsekunden für den Einzug ins Halbfinale, womit sie aber noch beste Australierin war. Über 200 Meter Brust siegte Kate Douglass vor Lilly King. Dritte wurde die Niederländerin Tes Schouten mit 0,68 Sekunden Vorsprung auf Strauch als Viertplatzierter. In der 4-mal-50-Meter-Lagenstaffel schwammen Kaylee McKeown, Jenna Strauch, Emma McKeon und Madison Wilson die schnellste Vorlaufzeit. Im Endlauf waren Mollie O’Callaghan, Chelsea Hodges, Emma McKeon und Madison Wilson über zwei Sekunden schneller als die Vorlaufstaffel und siegten mit neuem Weltrekord mit minimalem Vorsprung vor den Staffeln aus den Vereinigten Staaten und aus Schweden. In der 4-mal-100-Meter-Lagenstaffel waren Mollie O’Callaghan, Chelsea Hodges, Alexandria Perkins und Meg Harris die Vorlaufzweiten. Hier schwamm im Finale das US-Quartett neuen Weltrekord. 0,57 Sekunden dahinter wurden Kaylee McKeown, Jenna Strauch, Emma McKeon und Meg Harris Zweite mit einer gegenüber dem Vorlauf um vier Sekunden schnelleren Zeit.
2023 gewann Strauch den australischen Meistertitel über 50 Meter Brust. Sie konnte aber nach einer Knieverletzung nicht an den Weltmeisterschaften 2023 teilnehmen.
Bei den Olympischen Spielen 2024 in Paris schied Strauch über 100 Meter Brust als 22. der Vorläufe aus. Über 200 Meter Brust erreichte sie das Halbfinale und war dort die Zehntbeste. In der Lagenstaffel schwammen im Vorlauf Iona Anderson, Ella Ramsay, Alexandria Perkins und Meg Harris die beste Zeit. Im Finale waren Kaylee McKeown, Jenna Strauch, Emma McKeon und Mollie O’Callaghan anderthalb Sekunden schneller und erkämpften Silber hinter der US-Staffel und 0,12 Sekunden vor dem Quartett aus der Volksrepublik China.